# FIVB World Tour 2015 der Männer
Die FIVB World Tour 2015 der Männer bestand aus fünf Grand Slam und fünf Open. Hinzu kamen die Weltmeisterschaft in den Niederlanden sowie drei Turniere der neu geschaffenen Major Series und das Saisonfinale in Fort Lauderdale. Die anschließend stattfindenden Open in Mexiko, der Türkei und Katar gehörten zur Saison 2015/16.

## Turniere

### Fuzhou Open, China, 21. bis 25. April 2015
| Platz | Team               |
| ----- | ------------------ |
| 1     | Böckermann/Flüggen |
| 2     | Brouwer/Meeuwsen   |
| 3     | Krou/Rowlandson    |
| 4     | Rogers/Slick       |
| 5     | Binstock/Schachter |
| 5     | Fuchs/Kaczmarek    |
| 5     | Bryl/Kujawiak      |
| 5     | Brunner/Lucena     |

Den ersten Sieg der Welttour 2015 errang ein neuformiertes deutsches Paar. Markus Böckermann und Lars Flüggen überstanden die Poolrunde ungeschlagen, besiegten anschließend die Polen Kosiak/Rudol und eliminierten im Achtelfinale Sebastian Fuchs und Thomas Kaczmarek, die ebenfalls in der Vorrunde drei Mal gewonnen und die Hauptrunde Zwei überstanden hatten. In der Vorschlussrunde bezwangen die Sieger des deutsch-deutschen Vergleichs die Frankreich Krou/Rowlandson. Das Finale gewannen Böckermann/Flüggen gegen die amtierenden Weltmeister Brouwer/Meeuwsen, die zuvor Rogers/Slick geschlagen hatten. Die US-Amerikaner verloren auch das Spiel um die Bronzemedaille.
Das dritte deutsche Duo Poniewaz/Poniewaz schied sieglos aus dem Wettbewerb aus. Ebenso erging es den Österreichern Winter/Petutschnig, während deren Landsleute Kunert/Dressler nicht ins Hauptfeld gelangten. Bestes Schweizer Team waren Kovatsch/Kissling auf dem neunten Rang, während die Eidgenossen Chevallier/Krattiger in der Qualifikation scheiterten.

### Luzern Open, Schweiz, 13. bis 17. Mai 2015
| Platz | Team                    |
| ----- | ----------------------- |
| 1     | Ranghieri/Caminati      |
| 2     | Brouwer/Meeuwsen        |
| 3     | Giginoğlu/V. Göğtepe    |
| 4     | Beeler/Strasser         |
| 5     | Herrera/Gavira          |
| 5     | M. Ingrosso/P. Ingrosso |
| 5     | Semjonow/Krassilnikow   |
| 5     | Fañe/Henriquez          |

Weder Armin Dollinger/Lars Lückemeier, Max Betzien/Niklas Rudolf noch die Österreicher Paare Kunert/Dressler, Eglseer/Müllner und Hupfer/Hörl überstanden die Qualifikation. Und auch die Schweizer Chevallier/Krattiger schafften es wie schon in der Volksrepublik China nicht ins Hauptfeld.
In der Poolrunde blieben Kovatsch/Kissling ohne Sieg, während Gabathuler/Gerson und Beeler/Strasser wie die Deutschen Jonathan Erdmann/Marcus Popp und Sebastian Fuchs/Thomas Kaczmarek in die erste Endrunde einzogen. Letztgenannte mussten sich aus dem Turnier verabschieden, während für Erdmann und Popp das Achtelfinale Endstation war.
Ebenso wurden Gabathuler/Gerson Neunte, während das andere verbliebene Duo aus dem Gastgeberland sich ins Halbfinale kämpfte. Dort verlor es gegen die späteren Gewinner Ranghieri/Caminati und anschließend das Spiel um die Bronzemedaille gegen das türkische Beachpaar Giginoğlu/Göğtepe V., das den Einzug ins Endspiel durch die Niederlage gegen Brouwer/Meeuwsen verpasst hatte.

### Moskau Grand Slam, Russland, 26. bis 31. Mai 2015
| Platz | Team                   |
| ----- | ---------------------- |
| 1     | Herrera/Gavira         |
| 2     | Evandro/Pedro          |
| 3     | Erdmann/Matysik        |
| 4     | Alison/Bruno           |
| 5     | Doppler/Horst          |
| 5     | Ricardo/Emanuel        |
| 5     | Walkenhorst/Windscheif |
| 5     | Brouwer/Meeuwsen       |

Die deutschen Duos Fuchs/Kaczmarek und Böckermann/Flüggen schieden ebenso in der Qualifikation aus wie die Österreicher Hupfer/Hörl, Kunert/Dressler, Murauer/Schnetzer und die Schweizer Kovatsch/J. Kissling. Deren Landsmänner Gabathuler/Gerson verloren ihr erstes Spiel nach überstandener Gruppenphase.
Walkenhorst/Windscheif über den Umweg Endrunde Eins und Erdmann/Matysik auf direktem Weg qualifizierten sich für das Achtelfinale, das beide deutschen Teams siegreich beendeten. In der folgenden Runde trafen sie aufeinander, die Gewinner hießen Jonathan Erdmann und Kay Matysik.
Nach verlorenem Halbfinale gegen Herrera/Gavira, die anschließend auch das Endspiel gewannen, erkämpften sich die deutschen Athleten die Bronzemedaille gegen Alison/Bruno, die zuvor ihren Landsleuten Evandro/Pedro unterlegen waren.

### Poreč MAJOR, Kroatien, 3. bis 7. Juni 2015
| Platz | Team                 |
| ----- | -------------------- |
| 1     | Brouwer/Meeuwsen     |
| 2     | Binstock/Schachter   |
| 3     | Ranghieri/Carambula  |
| 4     | Nummerdor/Varenhorst |
| 5     | Doppler/Horst        |
| 5     | Evandro/Pedro        |
| 5     | Ricardo/Emanuel      |
| 5     | Schalk/Saxton        |

### Stavanger MAJOR, Norwegen, 10. bis 14. Juni 2015
| Platz | Team                    |
| ----- | ----------------------- |
| 1     | Evandro/Pedro           |
| 2     | Losiak/Kantor           |
| 3     | Fijałek/Prudel          |
| 4     | M. Ingrosso/P. Ingrosso |
| 5     | Erdmann/Matysik         |
| 5     | Krou/Rowlandson         |
| 5     | Ricardo/Emanuel         |
| 5     | Nummerdor/Varenhorst    |

### St. Petersburg Grand Slam, USA, 16. bis 20. Juni 2015
| Platz | Team                 |
| ----- | -------------------- |
| 1     | Gibb/Patterson       |
| 2     | Nummerdor/Varenhorst |
| 3     | Brunner/Lucena       |
| 4     | Doppler/Horst        |
| 5     | Kapa/McHugh          |
| 5     | Herrera/Gavira       |
| 5     | Nicolai/Lupo         |
| 5     | Virgen/Ontiveros     |

### Weltmeisterschaft, Niederlande, 26. Juni bis 5. Juli 2015
| Platz | Team                      |
| ----- | ------------------------- |
| 1     | Alison/Bruno              |
| 2     | Nummerdor/Varenhorst      |
| 3     | Evandro/Pedro             |
| 4     | Brunner/Lucena            |
| 5     | Álvaro Filho/Vitor Felipe |
| 5     | Jefferson/Cherif          |
| 5     | Gibb/Patterson            |
| 5     | Hyden/Bourne              |

### Gstaad MAJOR, Schweiz, 8. bis 12. Juli 2015
| Platz | Team                   |
| ----- | ---------------------- |
| 1     | Alison/Bruno           |
| 2     | Šmēdiņš/Samoilovs      |
| 3     | Brouwer/Meeuwsen       |
| 4     | Ranghieri/Carambula    |
| 5     | Evandro/Pedro          |
| 5     | Nicolai/Lupo           |
| 5     | Kądzioła/Szałankiewicz |
| 5     | Hyden/Bourne           |

### Yokohama Grand Slam, Japan, 21. bis 26. Juli 2015
| Platz | Team                    |
| ----- | ----------------------- |
| 1     | Alison/Bruno            |
| 2     | Schalk/Saxton           |
| 3     | Doppler/Horst           |
| 4     | Semjonow/Krassilnikow   |
| 5     | M. Ingrosso/P. Ingrosso |
| 5     | Nummerdor/Varenhorst    |
| 5     | V. Göğtepe/Giginoğlu    |
| 5     | Gibb/Patterson          |

### Long Beach Grand Slam, USA, 18. bis 23. August 2015
| Platz | Team                  |
| ----- | --------------------- |
| 1     | Alison/Bruno          |
| 2     | Dalhausser/Lucena     |
| 3     | Herrera/Gavira        |
| 4     | Brouwer/Meeuwsen      |
| 5     | Doppler/Horst         |
| 5     | Böckermann/Flüggen    |
| 5     | Semjonow/Krassilnikow |
| 5     | Doherty/Mayer         |

### Olsztyn Grand Slam, Polen, 26. bis 30. August 2015
| Platz | Team              |
| ----- | ----------------- |
| 1     | Alison/Bruno      |
| 2     | Gibb/Patterson    |
| 3     | Schalk/Saxton     |
| 4     | Erdmann/Matysik   |
| 5     | Šmēdiņš/Samoilovs |
| 5     | Losiak/Kantor     |
| 5     | Dalhausser/Lucena |
| 5     | Hyden/Bourne      |

### Rio de Janeiro Open, Brasilien, 2. bis 6. September 2015
| Platz | Team                   |
| ----- | ---------------------- |
| 1     | Šmēdiņš/Samoilovs      |
| 2     | Böckermann/Flüggen     |
| 3     | Saymon/Guto Carvalhaes |
| 4     | Alison/Bruno           |
| 5     | Capogrosso/Mehamed     |
| 5     | Fuchs/Windscheif       |
| 5     | Virgen/Ontiveros       |
| 5     | Losiak/Kantor          |

### Sotschi Open, Russland, 8. bis 13. September 2015
| Platz | Team                   |
| ----- | ---------------------- |
| 1     | Šmēdiņš/Samoilovs      |
| 2     | Dalhausser/Lucena      |
| 3     | Nicolai/Lupo           |
| 4     | Semjonow/Krassilnikow  |
| 5     | Tomás/Menéndez         |
| 5     | Djatschenko/Sidorenko  |
| 5     | Kadziola/Szalankiewicz |
| 5     | Stojanowski/Jarsutkin  |

### Xiamen Open, China, 22. bis 26. September 2015
| Platz | Team               |
| ----- | ------------------ |
| 1     | Dalhausser/Lucena  |
| 2     | Böckermann/Flüggen |
| 3     | Šmēdiņš/Samoilovs  |
| 4     | Pļaviņš/Regža      |
| 5     | Huber/Seidl        |
| 5     | Pedlow/O’Gorman    |
| 5     | Marco/García       |
| 5     | Losiak/Kantor      |

### Fort Lauderdale Saisonfinale, USA, 29. September bis 4. Oktober 2015
| Platz | Team                 |
| ----- | -------------------- |
| 1     | Alison/Bruno         |
| 2     | Dalhausser/Lucena    |
| 3     | Evandro/Pedro        |
| 4     | Brouwer/Meeuwsen     |
| 5     | Nicolai/Lupo         |
| 5     | Nummerdor/Varenhorst |
| 7     | Schalk/Saxton        |
| 7     | Gibb/Patterson       |
| 9     | Doppler/Horst        |
| 9     | Herrera/Gavira       |

## Auszeichnungen des Jahres 2015
| FIVB Tour Champion    | Alison Cerutti / Bruno Oscar Schmidt |
| Team of the Year      | Alison Cerutti / Bruno Oscar Schmidt |
| Most Outstanding      | Bruno Oscar Schmidt                  |
| Sportsman of the Year | Bruno Oscar Schmidt                  |
| Rookie of the Year    | Adrian Carambula                     |
| Most Inspirational    | Emanuel Rego                         |
| Most Improved         | Lombardo Ontiveros                   |
| Best Blocker          | Alison Cerutti                       |
| Best Spiker           | Christiaan Varenhorst                |
| Best Offensive        | Bruno Oscar Schmidt                  |
| Best Server           | Evandro Gonçalves Oliveira Júnior    |
| Best Setter           | Phil Dalhausser                      |
| Best Defensive        | Bruno Oscar Schmidt                  |